# Deutsche Industriewerke
Die Deutschen Industriewerke sind ein deutsches Unternehmen mit Sitz in Berlin-Spandau. In der wechselvollen Geschichte der Werke wurden unter anderem Eisenbahnwagen, Motorräder, Automobile, Schiffe und Rüstungsgüter hergestellt.

## Geschichte

### Vorgeschichte
Nach dem verlorenen Ersten Weltkrieg wurden entsprechend den Beschränkungen des Versailler Vertrages alle staatlichen Rüstungseinrichtungen demilitarisiert. Hierzu gehörte auch die 1722 gegründete Königlich Preußische Gewehrfabrik, die 1920 auf Beschluss der Weimarer Nationalversammlung in die Deutsche Werke AG überführt wurde. Diese stellte unter nun privatwirtschaftlicher Leitung zunächst Gegenstände des täglichen Bedarfs her, z. B. Töpfe und Kücheneinrichtungen. Da die Maschinen nur teilweise demontiert und Gießereien und Schmieden noch vorhanden waren, konnten auch Wasserhähne und eiserne landwirtschaftliche Geräte sowie Eisenbahnwagen und Motorräder produziert werden. Erste Motorräder wurden unter dem Namen Star angeboten, später erfolgte die Produktion unter der Bezeichnung Derad, seit 1924 unter dem Namen D-Rad.

### 1925 bis 1932

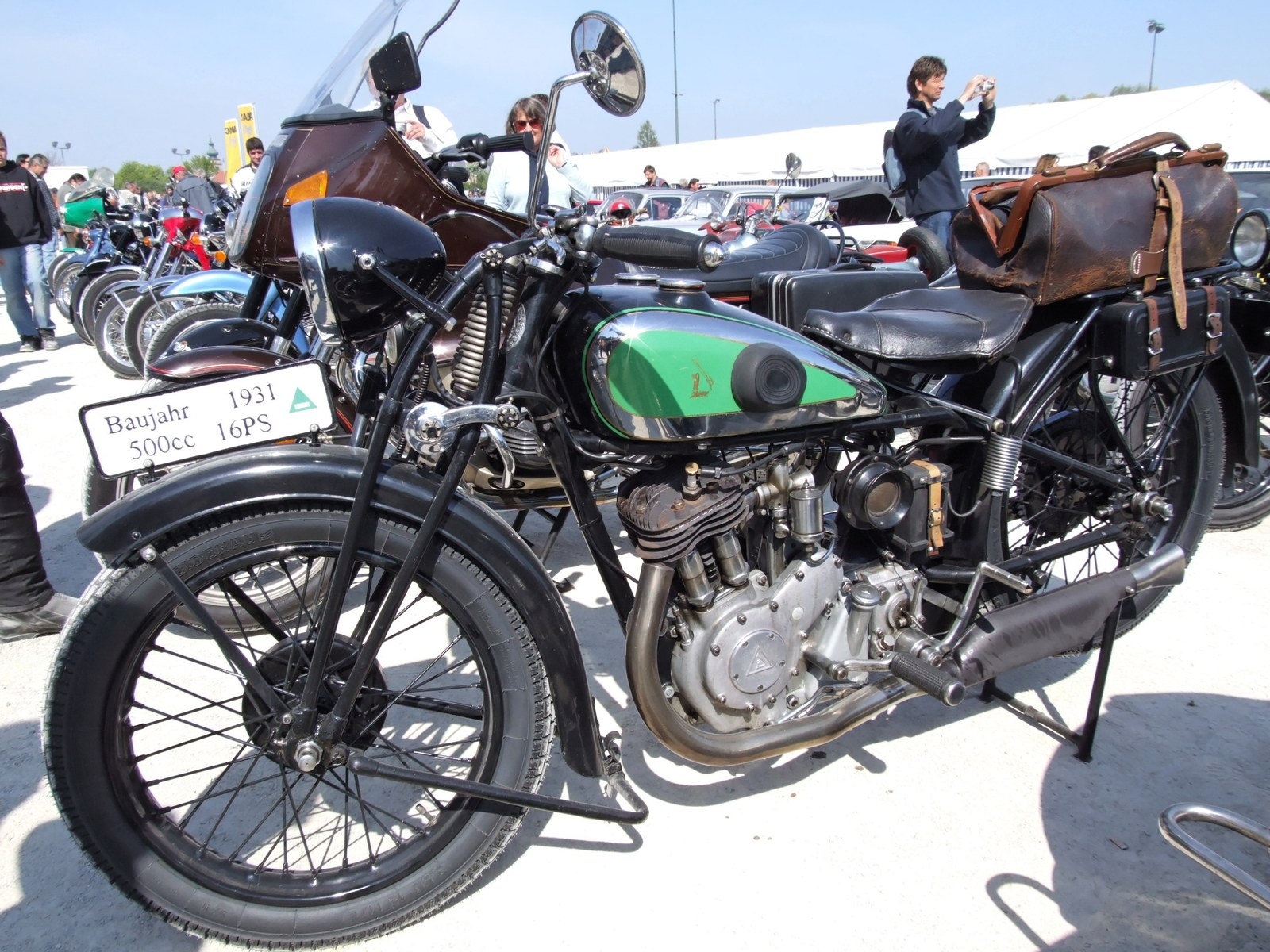
D-Rad R11, Baujahr 1931

Am 1. April 1925 wurden Teile der Deutschen Werke AG, darunter die Bereiche D-Wagen und D-Rad, umgebildet in die Deutsche Kraftfahrzeugwerke AG. Dabei verpachtete die Deutsche Werke AG das Gelände in Berlin-Spandau an diese Gesellschaft; das Grundkapital betrug 5 Millionen Reichsmark. Dem Aufsichtsrat gehörten u. a. der ehemalige Reichsschatzminister Heinrich Albert und Wilhelm Lenzmann an.
1926 wurde diese AG in die ein Jahr zuvor gegründete Deutsche Industriewerke AG, einem Unternehmen des VIAG-Konzerns, eingegliedert. Dank der in Deutschland einsetzenden Motorisierung und des niedrigen Preises der Produkte wurde das Unternehmen zu einem der erfolgreichsten Fahrzeughersteller im Deutschen Reich. Allein vom Motorrad-Modell R 0/4 wurden 25.500 Stück produziert.
1927 hatten die Werke bereits über 5.300 Mitarbeiter. Im selben Jahr erschien das Nachfolgemodell R 0/5, von dem 2.000 Exemplare verkauft wurden; ein Jahr später das leistungsgesteigerte Motorrad R 0/6.  Von dem ab 1929 produzierten R 0/9 wurden rund 10.000 Exemplare gebaut; auch erschien ein dreirädriger Lieferwagen unter der Bezeichnung D-Lieferwagen L 7.
Bedingt durch die Weltwirtschaftskrise verschlechterte sich die Auftragslage seit Beginn der 1930er Jahre zunehmend. 1932 hatte das Unternehmen nur noch rund 800 Mitarbeiter. Im selben Jahr endete die Fahrzeugproduktion. Bis dahin wurden rund 83.000 Motorräder gebaut, was die Deutsche Industriewerke AG zu einem der größten Fahrzeugwerke seiner Zeit machte. 1932 fusionierte die D-Rad-Fertigung mit den NSU Motorenwerken. Unter Beibehaltung der Produktionsanlagen in Berlin-Spandau wurden nun dort Motorräder als NSU-D-Rad produziert.

### 1933 bis 1945

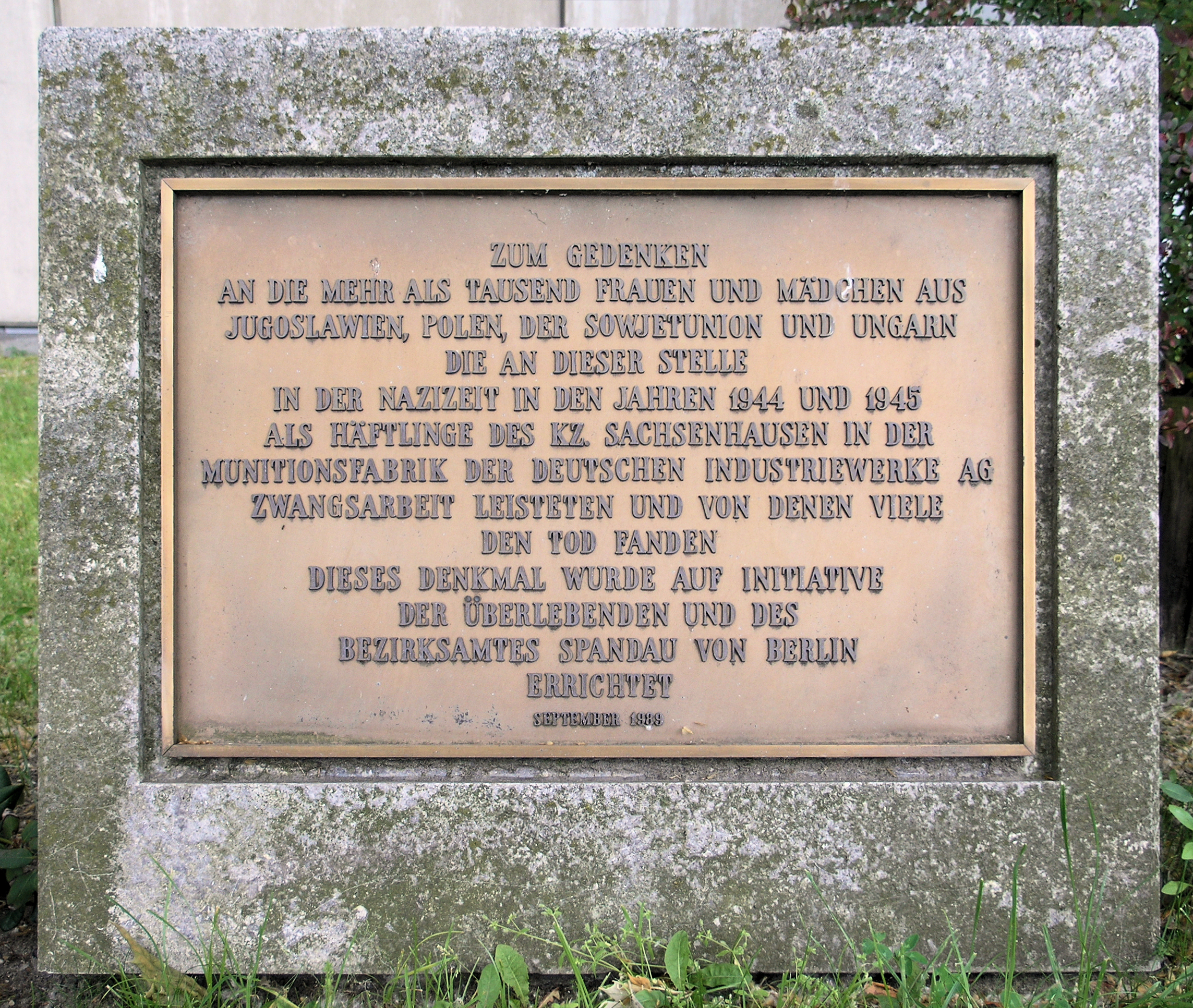
Gedenktafel für die Zwangsarbeiterinnen bei der Deutschen Industriewerke AG in Berlin-Spandau

Nach der „Machtergreifung“ der Nationalsozialisten profitierte das Werk von der deutschen Aufrüstung. Bis 1945 wurden Bomben, Munition und andere Rüstungsgüter produziert. Auch das Volksgewehr zur Ausrüstung des gegen Ende des Zweiten Weltkrieges aufgestellten Volkssturms wurde dort entwickelt.
Ab 1940, als die Mehrheit der männlichen Mitarbeiter zum Kriegsdienst herangezogen wurde, verpflichtete man vermehrt Zwangsarbeiter zum Einsatz, überwiegend Frauen und Mädchen aus den von der Wehrmacht besetzten Gebieten in Ost- und Südosteuropa.
Anfang 1943 waren bei den Deutschen Industriewerken über 1500 Zwangsarbeiterinnen eingesetzt. Diese wurden in einem Außenlager des KZs Sachsenhausen in der Nähe der Werke in Berlin-Spandau untergebracht. Viele starben durch Misshandlungen und Unterernährung sowie die unmenschlichen Arbeitsbedingungen. Am 21. April 1945 wurde das Außenlager beim Heranrücken der Roten Armee von der SS geräumt und die Zwangsarbeiterinnen in Richtung KZ Sachsenhausen getrieben. Das weitere Schicksal der Arbeiterinnen ist nur in Einzelfällen bekannt.

### 1945 bis heute

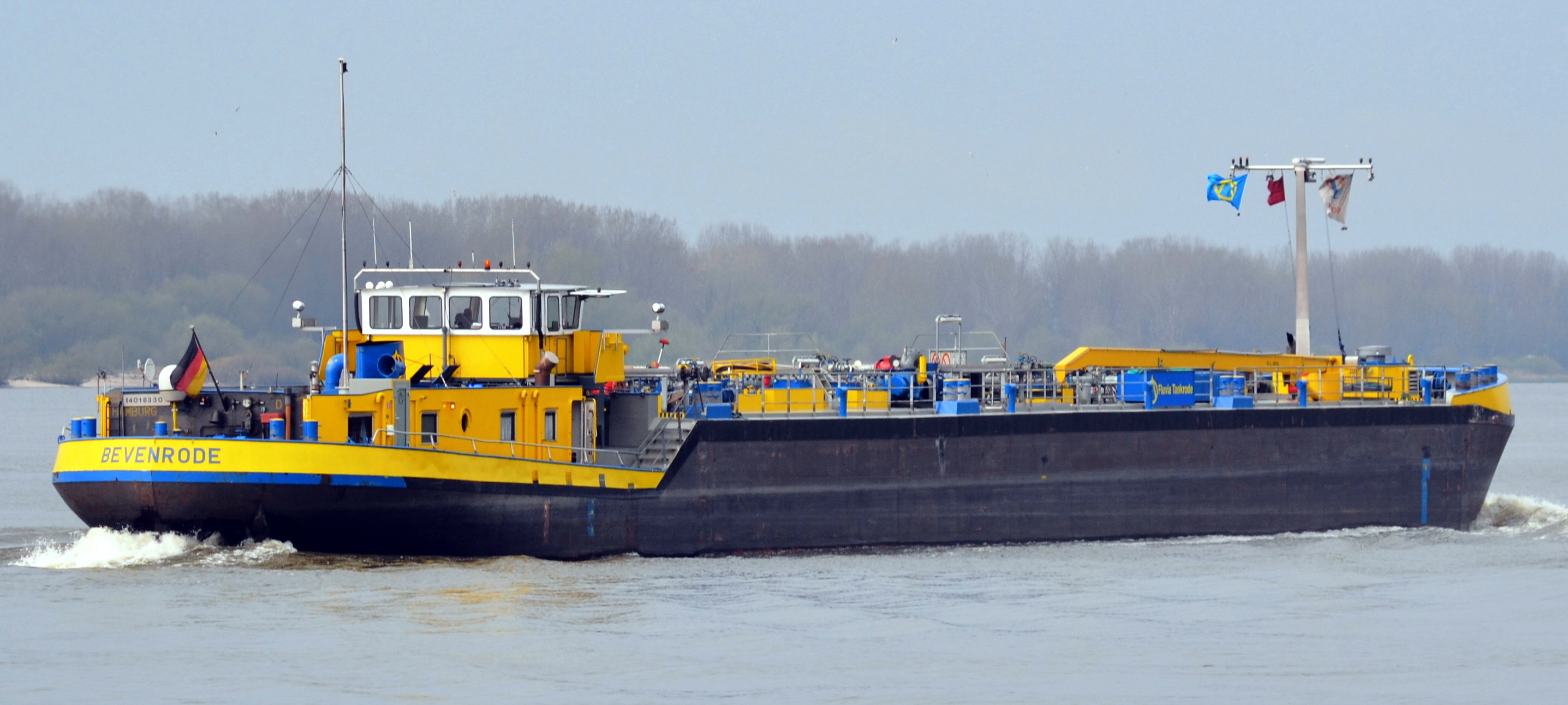
Binnenschiff Bevenrode, gebaut auf der Berliner Werft der Deutschen Industriewerke

Nach teilweiser Demontage wurde 1950 die Produktion bei den nun im britischen Sektor der Viersektorenstadt Berlin gelegenen Werken wieder aufgenommen. Bis 1968 gehörten sie zur Salzgitter AG, seit 1985 sind sie Bestandteil der Hegemann-Gruppe. Dort wird das Werk als Deutsche Industrie-Werke GmbH geführt, die eine Binnenschiffswerft betreibt und Serviceleistungen für die Sportschifffahrt anbietet.

## D-Rad
Von 1922 bis August 1932 wurden in Spandau etwa 60.000 Motorräder der Marke D-Rad gebaut. Die bekanntesten Modelle waren Star, M-23, M24, R-O/4, R-O/5, R-O/6, R-9, R-10, R-11 und R-20.
Das M-23 hatte einen 2-Zylinder-Boxermotor mit 3 PS, ab Modell R-O/4 gab es einen 1-Zylinder-Motor mit 500 cm³ und 8 PS. Das R 1/4 hatte 12 PS, die R-10 ca. 20 PS. Das D-Rad R-20 wurde speziell für die damals (1931) „steuerfreie Klasse“ mit einem 200 cm³ großen Einzylinder-Zweitaktmotor, der etwa 6 PS leistete, konstruiert. Sein Motor wurde von Bark in Dresden hergestellt.

## D-Wagen
Im Herbst 1924 wurde auf der Berliner Automobilausstellung ein 5/25-PS-Wagen vorgestellt. Die Fertigung des viersitzigen, viertürigen Tourenwagens begann 1925 in Spandau. Das Fahrzeug war mit einem Reihen-Vierzylindermotor ausgestattet, der aus 1,3 l Hubraum eine Leistung von 25 PS (18,3 kW) schöpfte.
1926 wurde die Fertigung wieder eingestellt. 1928 erwarben die Ambi-Budd Presswerke GmbH in Berlin-Johannisthal den verblieben Personenwagen-Karosseriebau.

## D-Lieferwagen L 7

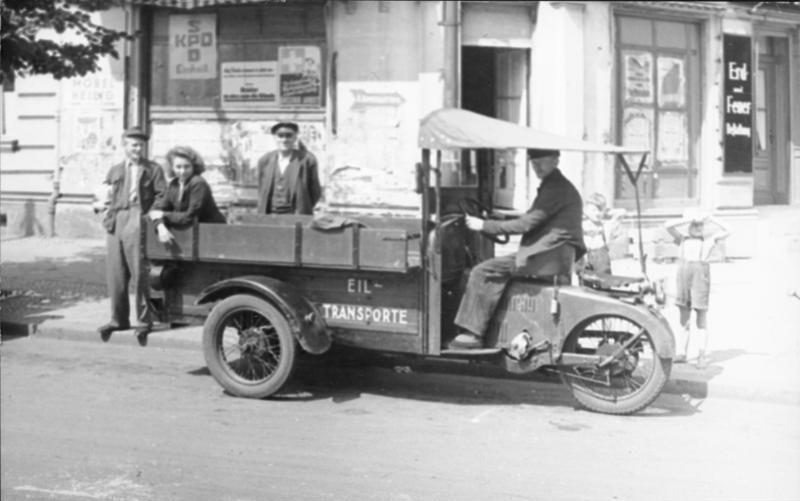
D-Lieferwagen L 7 in Berlin 1946

Von 1927 bis 1930 wurde der dreirädrige Lieferwagen L7 produziert. Die Motortechnik wurde vom D-Rad übernommen.